# Кукушкин, Сергей Арсеньевич
Серге́й Арсе́ньевич Куку́шкин (род. 9 марта 1954, Ленинград, СССР) — российский физик и химик, специалист в области кинетической теории фазовых переходов первого рода, роста тонких пленок и наноструктур, лауреат государственных премий за открытие, объяснение, и внедрение в производство топохимической реакции монооксида углерода (угарного газа) с поверхностью кремния по принципу эндотаксиальной (хемоэпитаксиальной) самосборки замещающих атомов с образованием наноплёнки карбида кремния, которая может стать основой интегральных микросхем, дополнив или заменив кремний.

## Биография

### Родители
Отец — Арсений Иванович Кукушкин (1924—2012) — кандидат геолого-минералогических наук, работал во ВСЕГЕИ с 1957 г., ветеран ВОВ — служил в шхерном отряде Кронштадтского МОР КБФ, медаль «За оборону Ленинграда».
Наличие в домашней коллекции отца окаменелости дерева триасового периода, в котором органические вещества были полностью замещены неорганическими минералами без нарушения изначальной структуры тканей, впоследствии навело Кукушкина на идею использования подобного принципа замещения атомов в химии твёрдого тела.
Мать — Маргарита Кукушкина (1925—2007) — доктор исторических наук, известный археограф-источниковед, зав. Отделом рукописной и редкой книги БАН СССР в 1970—1986 гг., отв. ред. факсимильного воспроизведения Радзивиловской летописи.

### Образование, научная и педагогическая деятельность
В 1977 году окончил Ленинградский Краснознамённый химико-технологический институт.
В 1982 году защитил диссертацию кандидата наук в области физики твёрдого тела в Харьковском политехническом институте на кафедре физики металлов и полупроводников (до 1982 г. — кафедра металлофизики).
В 1991 году защитил докторскую диссертацию в Физико-техническом институте имени А. Ф. Иоффе.
После этого возглавил лабораторию «Структурных и фазовых превращений в конденсированных средах» новосозданного Института проблем машиноведения Российской академии наук.
В 2005 году разработал и запатентовал способ получения плёнки карбида кремния отжигом пористого углерода на поверхности кремния.
В 2008 году опубликовал и запатентовал новый способ получения плёнки карбида кремния в реакции кремния с монооксидом углерода.
В 2012 году опубликовал работу, где впервые произведён нитрид-галлиевый светодиод на кремнии с буферным слоем карбида кремния.
Работает помимо ИПМаш РАН в СПбАУ РАН, где с 2010 года разработал и преподаёт курс лекций «Фазовые переходы», а также имеет аффилиации СПбПУ, ИТМО.
Соучредитель ООО «Новые кремниевые технологии», получившей грант Сколково, а также курирующего фонда.
Организовал международные конференции по нуклеации: NPT98, NPT2002, MGCTF’19 — последняя из которых была посвящена памяти В. В. Слёзова — учителя и соавтора.
На 2020 год является автором около 500 научных работ с индексом Хирша 22, а также более 20 патентов.

## Значение получения плёнок карбида кремния
Карбид кремния имеет прочность, теплопроводность, температуры эксплуатации и ширину запрещённой зоны как минимум в 2 раза выше, чем у кремния, что делает его предпочтительной полупроводниковой основой микроэлектроники. Он также обладает радиационной стойкостью, позволяющей применение в космической и ядерной отраслях промышленности. В оптоэлектронике карбид кремния лучше, чем сапфир, подходит для выращивания высококачественных кристаллов нитрида алюминия и нитрида галлия, за получение которых японцам была вручена Нобелевская премия по физике 2014.
Тем не менее аналога Кремниевой долины на базе карбида кремния не возникло, поскольку, во-первых, он редко встречается в природе в чистом виде, во-вторых, его в кристаллической форме не получить обычным методом Чохральского из расплава, так как карбид кремния при высоких температурах не расплавляется, а сублимирует из твёрдого агрегатного состояния. Монополистом на рынке карбида кремния и светодиодов на его основе остаётся американская компания Cree, реализующая технологию производства объёмных кристаллов, разработанную ещё в СССР в ЛЭТИ Ю. М. Таировым.
Однако дорогостоящие объёмные кристаллы не нужны, если можно получить плёнку карбида кремния на кремнии, которая по стоимости не будет сильно превышать цену самой пластины кремния. Обычно кристаллические плёнки получают различными методами эпитаксии, то есть послойным осаждением на поверхности подложки. Однако несоответствие кристаллических структур плёнки и подложки приводит к образованию трещин и дислокаций в плёнке. Дислокации критически сказываются на полупроводниковых свойствах из-за токов утечки.
Решить эту проблему позволяют иные способы производства плёнок, такие как эндотаксия/хемоэпитаксия (плёнка образуется из поверхности подложки за счёт реакции с ней осаждаемого вещества) и более трудоёмкая пендеоэпитаксия (наращивание плёнок мостиком поверх нано-свай или несмачиваемых масок, наносимых на подложку).
При необходимости, подложка кремния может быть удалена от плёнки травлением.

## Получение плёнки SiC в реакции Si c CO
По свидетельству С. А. Кукушкина, открытие реакции далось почти случайно. Навязчивая идея о необходимости соединения кремния Si с углеродом C посредством их совместного отжига в вакуумной печи возникла, несмотря на ясное понимание того, что при температурах порядка 1000—1250 °C ни химическая реакция, ни диффузия между этими веществами не должны происходить. Однако, вопреки всему слой SiC образовался на поверхности Si в результате экспериментального отжига. Как оказалось, в печи был плохой вакуум, и воздух c кислородом O окислял углерод в монооксид углерода CO, который хорошо реагирует с кремнием:
{\displaystyle \mathrm {2Si+CO_{gas}\rightarrow SiC+SiO\uparrow } } (Температура 1100—1300 °C, давление CO газа 70—700 Па)
Данная реакция происходит за счёт того, что атомы O уносят с собой половину приповерхностных атомов Si, образуя вакансии кристаллической решётки, куда потом встраиваются атомы C, образуя монокристаллическую плёнку SiC толщиной ~150 нм. Этот процесс нетривиален и определяется взаимодействием внедрённых точечных дефектов кристалла, находящегося в метастабильном состоянии перед его кристаллизацией в плёнку.
При формировании плёнки из исходной структуры подложки, ввиду того что межатомное расстояние в SiC на 20 % меньше такового в Si, она начинает сжиматься, а поскольку слой SiC гораздо прочнее Si, то это сжатие приводит не к дефектам в плёнке (как при постепенном наращивании мономолекулярных слоёв стандартной гетероэпитаксией), а к разрыву кремния под плёнкой с образованием пор под ней. Свободно висящая плёнка над пустотами, подобно мосту на сваях, освобождается от деформаций, возникающих из-за несоответствия кристаллических решёток плёнки и подложки, а также наполовину демпфирует деформации, возникающие при остывании композитной пластины из-за разницы в коэффициентах теплового расширения материалов. Таким образом, качественный результат, получаемый искусственно пендеоэпитаксией, при данной хемоэпитаксии возникает естественным образом — система плёнка-подложка при формировании сама пытается избежать пограничного сковывания.

## Награды и премии
- Соросовский профессор (1997)[1]
- Премия РАН им. П. А. Ребиндера (2010) за цикл работ «Химическая самосборка кристаллической поверхности: новый метод направленной нуклеации эпитаксиальных плёнок»[28]
- Премия правительства Санкт-Петербурга им. А. Ф. Иоффе (2014) за выдающиеся научные результаты в области науки и техники (номинация по физике и астрономии)[29]
- Заслуженный деятель науки РФ Указом Президента Российской Федерации от 04.07.2016 № 320 «О награждении государственными наградами Российской Федерации»[30]
- Руководитель многих выигранных в разные годы грантов РФФИ, РНФ, программ фундаментальных исследований Президиума РАН и др.[16]

## Монографии и обзоры
- С. А. Кукушкин, В. В. Слёзов. Дисперсные системы на поверхности твёрдых тел (эволюционный подход): механизмы образования тонких плёнок. СПб: Наука. 1996. — 304 с.[21]
- S.A. Kukushkin, A.V. Osipov. New phase formation on solid surfaces and thin film condensation // Progress in Surface Science 51(1), 1—107 (1996)
- С. А. Кукушкин, А. В. Осипов. Термодинамика и кинетика фазовых переходов первого рода на поверхности твёрдых тел // Химическая физика 15(9), 5—104 (1996)
- С. А. Кукушкин, А. В. Осипов. Процессы конденсации тонких плёнок // Успехи физических наук 168(10), 1083—1116 (1998)
- S.A. Kukushkin, A.V. Osipov. Nucleation kinetics of nano-films. In «Encyclopedia of Nanoscience and Nanotechnology», edited by H.S. Nalwa, USA, V. 8, pp. 113–136, ISBN 1-58883-001 (2004)
- S.A. Kukushkin, A.V. Osipov. Nucleation and growth kinetics of nanofilms. In «Nucleation theory and applications», edited by J.W.P. Schmelzer, Wiley-VCH Verlag GmbH & Co. KGaA, Weinheim, pp. 215–253 (2005)
- S.A. Kukushkin, A.V. Osipov, V.N. Bessolov, B.K. Medvedev, V.K. Nevolin, K.A. Tcarik. Substrates for epitaxy of gallium nitride: new materials and techniques // Review of Advanced Materials Science 16(1), 1—32 (2008)
- С. А. Кукушкин, А. В. Осипов. Фазовые переходы и зарождение каталитических наноструктур под действием химических, физических и механических факторов // Кинетика и Катализ 49(1), 85—98 (2008)
- S.A. Kukushkin, A.V. Osipov. Theory of Phase Transformations in the Mechanics of Solids and Its Applications for Description of Fracture, Formation of Nanostructures and Thin Semiconductor Films Growth // Key Engineering Materials 528, 145—164 (2012)
- С. А. Кукушкин, А. В. Осипов, Н. А. Феоктистов. Химическая самосборка монокристаллической пленки: новый метод направленной нуклеации: от теории до практики // Российский Химический Журнал 57(6), 32—64 (2013)
- V.N. Bessolov, E.V. Konenkova, S.A. Kukushkin, A.V. Osipov and S.N. Rodin. Semipolar gallium nitride on silicon: Technology and properties // Reviews on Advanced Materials Science 38, 75—93 (2014).
- С. А. Кукушкин, А. В. Осипов, Н. А. Феоктистов. Синтез эпитаксиальных плёнок карбида кремния методом замещения атомов в кристаллической решётке кремния // ФТТ 56 (8), 1457 (2014)[2]
- S.A. Kukushkin, A.V. Osipov. Theory and practice of SiC growth on Si and its applications to wide-gap semiconductor films // J. Phys. D: Appl. Phys. 47, 313001 (2014)[3]